# Euphemia II. von Masowien
Euphemia (poln. Eufemia; * zwischen 1344 und 1357; † um 1420) war eine polnische Prinzessin und schlesische Fürstin. Sie entstammte dem Adelsgeschlecht der masowischen Piasten und heiratete in die schlesischen Piasten ein.

## Leben
Euphemia war Tochter von Herzog Siemowit III. von Masowien († 1381) und der schlesischen Prinzessin Euphemia von Troppau. 

## Ehe und Familie
Sie war die zweite Ehefrau von Wladislaus II. von Oppeln. Ihr Ehemann verstarb 1401. Mit ihm hatte sie die Töchter Hedwig, die Ehefrau des litauischen Fürsten Vygantas, und die jung verstorbene Euphemia von Oppeln. Möglicherweise waren auch Katherine von Oppeln, die Ehefrau von Heinrich VIII. von Glogau, und Elisabeth von Oppeln, die Verlobte bzw. Ehefrau des deutschen Königs Jobst von Mähren, ihre Kinder.